# Эргашев, Хасанбой
Хасанбой Эргашев (27 июня 1985) — узбекский футболист, защитник.

## Биография
В начале карьеры выступал в дубле ферганского «Нефтчи» и в клубах низших лиг Узбекистана.
В 2006—2007 годах играл в высшей лиге Кыргызстана за «Шахтёр» (Кызыл-Кия), «Жаштык-Ак-Алтын» и «Алай». В составе «Жаштыка» в 2006 году стал бронзовым призёром чемпионата и финалистом Кубка Кыргызстана (в финале не играл).
Затем снова играл за клубы низших лиг Узбекистана, в том числе в начале 2010-х годов — за «Имкон Олтыарык» и ташкентский «Истиклол».
В 2015 году перешёл в «Коканд-1912», в его составе дебютировал в высшей лиге Узбекистана в 30-летнем возрасте, 14 марта 2015 года в игре против самаркандского «Динамо», а всего за сезон сыграл 14 матчей. В 2016 году выступал за «Шуртан», в котором был основным игроком и провёл 29 матчей. Следующий сезон начал в составе «Навбахора», но сыграл лишь 5 матчей. 7 апреля 2017 года забил свой первый гол в высшей лиге Узбекистана, принеся своей команде победу над Машъалом (1:0). В ходе сезона вернулся в «Шуртан», где снова стал игроком основного состава, однако по итогам чемпионата команда заняла место в зоне вылета.
Всего в высшей лиге Узбекистана сыграл 50 матчей и забил один гол.
В начале 2018 года был на просмотре в ферганском «Нефтчи», но безуспешно. В первой половине 2018 года выступал за клуб первой лиги «Ифтихор». Руководители клуба заподозрили Эргашева и партнёра по команде Турсунбоя Хусанова в продаже матчей и избили футболистов, в результате те оказались в больнице.